# Графтон (Висконсин)
Графтон (енгл. Grafton) град је у америчкој савезној држави Висконсин.

## Демографија
По попису из 2010. године број становника је 11.459, што је 1.147 (11,1%) становника више него 2000. године.
| Група             | 2000.         | 2010.          |
| Белци             | 9.954 (96,5%) | 10.772 (94,0%) |
| Афроамериканци    | 29 (0,3%)     | 86 (0,8%)      |
| Азијати           | 77 (0,7%)     | 197 (1,7%)     |
| Хиспаноамериканци | 165 (1,6%)    | 266 (2,3%)     |
| Укупно            | 10.312        | 11.459         |